# Ր
La Ր, minuscolo ր, è la trentaduesima lettera dell'alfabeto armeno. Il suo nome è րե, re (armeno: [ɾɛ]).
Rappresenta la consonante monovibrante alveolare [ɾ].

## Codici
- Unicode:
  - Maiuscola Ր : U+0550
  - Minuscola ր : U+0580